# Свети Димитър (Добровени)
„Свети Димитър“ (на македонска литературна норма: „Свети Димитриј“) е възрожденска православна църква, главната църква на село Добровени, част от Преспанско-Пелагонийската епархия на Македонската православна църква – Охридска архиепископия.

## География
Църквата се намира на входа на селото, от дясната страна на пътя, който води от село Бач, на възвишение, което му придава доминантно положение спрямо останалата част на селото.

## История и архитектура
Храмът е построен в 1886 година. Тя е напълно разрушена през Първата световна война, след което е възстановена върху старите си основи в 1927 година.
Сградата на църквата е с правоъгълна основа и полукръгла апсида от източната страна. Входът е от южната страна и над него има ниша с фреска, изобразяваща Свети Димитът Солунски.
Дворът на църквата е ограден с каменна ограда и в него се помещават камбанарията, селското гробище и една помощна постройка. Камбанарията е с квадратна основа и се издига над оградата в североизточния ѝ ъгъл. Изградена е от камък и е отворена в горната си част на височината на камбаната. Покрита е с ламаринен покрив.

## Сръбско военно гробище
До селските гробища в двора на църквата се намира сръбско военно гробище. По време на Първата световна война в село Добровени е разположена военна болница, така че загиналите войници са погребвани на различни места край селото. След края на войната гробовете са преместени на сегашното им място и така е създадено гробището.

## Галерия
- Поглед към църквата
- Входът
- Нишата над входа
- Апсидата
- Камбанарията
- Помощен обект
- Селските гробища
- Гроб в двора на църквата
- Сръбските военни гробища